# Южные провинции Марокко
Южные провинции или Марокканская Сахара — название, применяемое в Марокко к той части Западной Сахары, которая лежит к западу от Пограничной стены.
После подписания Мадридского соглашения с Испанией и Мавританией в 1975 году Марокко взяло под контроль Сегиет-эль-Хамра и северную часть Рио-де-Оро, а Мавритания взяла под контроль южную треть Западной Сахары, переименовав её в Тирис-эль-Гарбию.
Основываясь на поддержке местного населения, национально-освободительное движение Фронт ПОЛИСАРИО при поддержке Алжира начало партизанскую войну, целью которой стала полная независимость Западной Сахары. В 1979 году Мавритания, несмотря на поддержку Франции, вышла из войны. Сразу после этого Марокко захватило часть её территорий в Западной Сахаре.
После подписания соглашения о прекращении огня в 1991 году (при поддержке и контроле ООН) большая часть территории Западной Сахары осталась под контролем Марокко, под контроль ПОЛИСАРИО перешли почти не заселённые восточные территории. Линия прекращения огня соответствует границе марокканской стены. Каждая сторона утверждает, что территория Западной Сахары полностью принадлежит ей. Сахарская Арабская Демократическая Республика признана 60 государствами-членами ООН и является действительным членом Африканского союза. Территориальная целостность Марокко в границах, включающих Западную Сахару, признана со стороны некоторых членов Лиги арабских государств, а также некоторых бывших членов Полисарио.
Административно Марокко разделило территории, находящейся под его контролем на административные единицы (вилайя). Флаги и гербы были созданы для трех вилайятов — Буждур, Смаре и Эль-Аюн. В 1983 году на территориях произошли дальнейшие изменения, появляются четыре вилайята путём добавления Дахла. В 1990 был добавлен вилайя Вади аль-Дахаб (Рио-де-Оро).